# 吳嘉謨
吳嘉謨（1861年9月10日—1931年），派名永文，號樹猷，一號蜀尤，行一，四川省資州直隸州井研縣東十里丞相場中堂井人，祖籍山東，明初由墊江縣遷居井研縣，咸豐辛酉年八月初六日（1861年9月10日）生，光緒二十九年（1903年）癸卯補行辛丑壬寅恩正併科進士。其父吳克昌是同治十三年甲戌科進士。

## 生平[2][3]
- 光緒十一年乙酉科拔貢，候選教諭。
- 光緒十六年(1890年)起受聘與龔煦春合作主纂《光緒井研志》，光緒二十六年(1900年)成書。
- 光緒十七年（1891年）辛卯科四川鄉試中式第49名舉人。
- 曾先後在井研來鳳書院，犍為通才書院講學，德行與文學並重，所教學生，多品學皆優。
- 光緒二十九年（1903年），中進士，授戶部主事[4]、度支部主事，曾任四川高等學堂歷史講座，復受聘任總辦全省學務調查所，並參予籌建川鄂鐵路。
- 光緒三十一年（1905年），趙爾豐為川滇邊務大臣，聘請吳嘉謨充任關外學務總辦。他「不以邊地瘠苦」，於光緒三十四年（1908年）將學務局移住巴塘，復設印刷局，編輯出版課本，設立小學堂，教以漢語官話及漢語淺近文字，藉以消除語言障礙，進行民族團結，祖國統一的教育。所編《西陲三字韻語》中說：“我同種，莫立異。別姓氏，通婚姻……入版圖，億萬年”。藏族初多疑慮，後多方勸導，入學者漸多。對入學學生實行優待和獎勵，不收學費，所有書籍、紙筆。墨硯等皆由學堂供給，並發給衣、褲、帽等男女服裝以及日常生活用品，飯食由學堂免費供給。凡學生皆免除徭役，每期考試成績突出者，另給優獎。在小學堂就讀兩學期有成績者，即可進入初等小學堂。又設高等小學堂，以資升級。師資缺乏，在成都延聘師範生，前後兩批共40餘人。宣統二年(1910年)，又吸收成都藏文學堂畢業生70人擔任教師。次年學務局又在打箭爐(康定)設立師範傳習所，解決師資來源。由是辦學之風甚盛，至西康建省時，已有200餘所，入學學生前後達14698人。民國元年《教育雜誌》稱“關外學務局自前清光緒三十四年開辦以來，尚有成效”。後又在雅江縣設立蠶桑學校，鄧柯縣設立游牧改良所，培養藏族地區技術人材。吳嘉謨以開發邊地教育有功，賞加三品銜。康藏問題專家任乃強教授稱之為「康區的文翁」。
- 吳嘉謨在川邊西學區開辦學堂，為鹽井、寧靜兩縣教育事業的發展作出了重大貢獻。宣統二年(1910年)《關於辦學人員三年屆滿擇優請獎折》中向朝廷奏道：「關外學務局，委在籍度支部主事吳嘉謨充當總辦。該主事不以蠻地瘠苦，熱心毅力，選委員，延教習，購堂器，欣然出關。其時蠻民新附，知識未開，一聞新設學堂，群皆疑阻。且謂令其子弟支差，不願就學。該主事廣募通譯，督同勸學員等奔馳於冰天雪地之中，周曆遐荒，多方勸導。數月之後，蠻民稍釋疑慮，漸就範圍。……該主事以學生可以直接言談，即乘機演說人學之益。」由於吳嘉謨在川邊辦學成績卓著，不但受到朝廷的獎勵，川邊人民還給予其「西方聖人」的稱號[5]。
- 民國成立後，蜀軍政府派他擔任爐邊宣慰使，後當選為國會議員。籍赴京之便，考查遊歷10餘省歸來，任四川巡按使署秘書長，後以年屆古稀，還鄉歸隱，自號半農山人，於1931年病逝於家。民國33年其弟子王右瑜將其詩文稿編纂成《井研吳蜀尤先生詩文遺集》[6]，並募資刊刻存世。